# Звёздные врата: Начало
Звёздные врата: Начало (англ. Stargate Origins, сокращённо SGO) — научно-фантастический приключенческий веб-сериал вселенной Звёздные врата. Снят кинокомпанией Metro-Goldwyn-Mayer. Действие веб-сериала предшествует фильму «Звёздные врата» 1994 года, режиссёров Дина Девлина и Роланда Эммериха.
Анонс состоялся 20 июля 2017 года на ежегодном международном кинофестивале San Diego Comic-Con International в рамках празднования 20-летия смежного сериала «Звёздные врата: SG-1».
Веб-сериал состоит из 10 серий. Длина каждой — 10 минут, что даёт (согласно задумке создателей) длину полнометражного фильма. Премьера первых 3-х серий состоялась 14 февраля 2018 года для зарегистрированных пользователей сайта «stargatecommand.co Архивная копия от 20 сентября 2017 на Wayback Machine».

## Сюжет
В 1928 году группа британских археологов во главе с профессором Полом Лэнгфордом (Коннор Триннир) обнаружила в египетской пустыне изваяние в форме кольца, изготовленное, по мнению Лэнгфорда, из расплавленного метеорита.
Спустя десять лет исследователь, вместе со своей дочерью Кэтрин (Элли Галл), всё ещё пытается разгадать тайну древней реликвии, но ни откуда она, ни что обозначает или как работает, им так и не удалось узнать. На дворе стоит 1939 год, в Европе разгорается Вторая мировая война, финансирование заканчивается, и египтологи приходят в отчаяние. Они и не догадываются, что вскоре им выпадет шанс получить некоторые ответы на свои вопросы, однако вместе с ними придёт и большая опасность в лице нацистского оккультиста, доктора Вильгельма Брюкке (Айлам Ориан).
Команда гитлеровцев, во главе с Брюкке прибывает в здание к профессору, захватывает их и активирует Врата, при помощи древней тибетской рукописи. Отправив профессора Лэнгфорда сквозь Врата, сам Брюкке, женщина-кинооператор и два солдата также прошли сквозь Врата и оказались на другой планете, где попали в плен к воскрешённой гоа’улдом Ра королеве Асет. Во время поединка ("испытания") Асет убила одного из солдат Брюкке.
Прибегнув к помощи молодого офицера британской армии Джеймса Била и местного гида Вазифа, Кэтрин активирует Врата и телепортируется вместе со своими помощниками сквозь Врата. Оказавшись в другой звёздной системе на планете с тремя лунами Кэтрин должна будет использовать весь свой ум и сообразительность, чтобы не только спасти жизнь отца, оказавшегося в лапах гитлеровского злодея, но и уберечь Землю от угрозы со стороны гоа’улдов…

## В ролях
- Элли Галл (англ. Ellie Gall) — молодая Кэ́трин Лэ́нгфорд (англ. Catherine Langford)[2]
- Коннор Триннир — профессор Пол Лэ́нгфорд (англ. Paul Langford), отец Кэтрин, обнаруживший Звёздные врата на раскопках в Гизе.[3]
- Эйлам Орайан (англ. Aylam Orian) — доктор Вильге́льм Брю́кке (нем. Wilhelm Brücke), высокопоставленный нацистский офицер, оккультист и главный отрицательный герой.
- Филип Александер (англ. Philip Alexander) — капитан Джеймс Бил (англ. James Beal), дислоцированный в Египте Британский офицер.
- Шван Аладдин (англ. Shvan Aladdin) — Вази́ф (англ. Wasif), местный египтянин и лейтенант британской армии.
- Дэниэл Рэшид (англ. Daniel Rashid) — Касу́ф (англ. Kasuf), житель планеты Абидос.[4]

## Эпизоды
| № | Название    | Режиссёр              | Автор сценария                       | Дата премьеры   |
| --- | ----------- | --------------------- | ------------------------------------ | --------------- |
| 1 | «Эпизод 1»  | Мерседес Брайс Морган | Марк Илвердсон & Джастин Майкл Терри | 14 февраля 2018 |
| Уже более десяти лет Кэтрин Лэнгфорд наблюдает за тем, как её отец пытается разгадать тайну кольцеобразного устройства, которое он обнаружил в египетской пустыне ещё в 1928 году. В связи с нарастающим количеством вопросов и заканчивающимся финансированием для Лэнгфорда ситуация становится безнадёжной. Пока профессор строит планы по транспортировке кольца за границу, Кэтрин изо всех сил пытается сохранить свою жизнь в Каире (Египет). Однако, когда поздно ночью на территории комплекса появляются неизвестные люди, они проливают новый свет на устройство довольно грубым способом.Оригинальный текст (англ.)For more than ten years, Catherine Langford has watched her father labor over the mysterious ringed device he discovered in the Egyptian desert back in 1928. With answers eluding them both and funding running out, the Langford's situation has become desperate. As the Professor makes plans to move the ring abroad, Catherine struggles to hold on to her life in Cairo, Egypt. But when mysterious figures show up at their facility late one night, new light is shed on the device in a most sinister way. |             |                       |                                      |                 |
| 2 | «Эпизод 2»  | Мерседес Брайс Морган | Марк Илвердсон & Джастин Майкл Терри | 14 февраля 2018 |
| Намерения доктора Брюкке становятся понятны, когда он начинает испытывать свои теории на находке Лэнгфорда. По мере раскрытия потенциала кольца, Брюкке забирает с собой профессора Лэнгфорда. Кэтрин же должен доставить в посольство Германии один из преданных солдат Брюкке. Однако она сбегает от своего конвоира.Оригинальный текст (англ.)Dr. Brücke's intentions become clearer as he puts his theories about the Langford discovery to the test. As the ring's potential is revealed, Brücke kidnaps Professor Langford. Catherine is to be taken to the German embassy by one of his loyal soldiers, but she is able to elude her captors. |             |                       |                                      |                 |
| 3 | «Эпизод 3»  | Мерседес Брайс Морган | Марк Илвердсон & Джастин Майкл Терри | 14 февраля 2018 |
| Ловко ускользнув от конвоира, Кэтрин заручается поддержкой двух солдат и отправляется на спасательную миссию в неизвестность. Тем временем, профессор Лэнгфорд и Брюкке лицом к лицу сталкиваются с новой могущественной силой…Оригинальный текст (англ.)Cleverly eluding her captors, Catherine recruits the help of two soldiers for a rescue mission into the unknown. Meanwhile, Professor Langford and Brücke come face to face with a powerful new force. |             |                       |                                      |                 |
| 4 | «Эпизод 4»  | Мерседес Брайс Морган | Марк Илвердсон & Джастин Майкл Терри | 22 февраля 2018 |
| Перемещение приводит команду на опасную территорию, где Кэтрин понимает, что добраться до дома будет не так просто, как она думала. Ситуация усложняется, когда им встречаются два новых человека. Может хотя бы один из них потенциальный союзник?..Оригинальный текст (англ.)The team’s travels bring them into dangerous territory, and Catherine discovers that getting home won’t be as easy as she thought. Matters are complicated when two new faces present themselves, but could one be a potential ally? |             |                       |                                      |                 |
| 5 | «Эпизод 5»  | Мерседес Брайс Морган | Марк Илвердсон & Джастин Майкл Терри | 22 февраля 2018 |
| Когда Изида узнаёт о новых незваных гостях на своей территории, Брюкке планирует завоевать её благосклонность. Тем временем Кэтрин и команда продолжают следовать за таинственным гидом. Однако намерения гида остаются непонятными, поскольку команда оказывается в окружении.Оригинальный текст (англ.)As Aset learns of new interlopers on her territory, Brücke schemes to win her favor. Catherine and the team follow the lead of their mysterious guide, but his intentions remain unclear as they navigate their new surroundings. |             |                       |                                      |                 |
| 6 | «Эпизод 6»  | Мерседес Брайс Морган | Марк Илвердсон & Джастин Майкл Терри | 1 марта 2018    |
| Профессор Лэнгфорд вынужденно помогает Брюкке и Изиде договориться о непростом союзе, который угрожает развязать неописуемый ужас. Между тем Кэтрин и команда получают столь необходимый отдых, поскольку чудесное исцеление Вазифа приводит к удивительным переменам в поведении захватчиков.Оригинальный текст (англ.)Professor Langford is forced to help Brücke and Aset negotiate an uneasy alliance that threatens the to unleash an unspeakable horror. Meanwhile, Catherine and team get a much needed stroke of fortune as Wasif’s miraculous recovery is followed by a dramatic change in heart by their captors. |             |                       |                                      |                 |
| 7 | «Эпизод 7»  | Мерседес Брайс Морган | Марк Илвердсон & Джастин Майкл Терри | 1 марта 2018    |
| Изида, наконец, раскрывает свою часть сделки и предоставляет Брюкке шанс вернутся на Землю с новым чудовищным планом. Между тем, в общении с новыми друзьями команды, Кэтрин начинает осознавать ужасные последствия того, что может произойти, если Брюкке найдёт выход с этой планеты.Оригинальный текст (англ.)Aset finally reveals her end of the bargain, giving Brücke the chance to dream up a new and terrible plan for his return to Earth. Meanwhile, as Catherine bonds with the team’s new friends, she discerns the terrible ramifications of what might happen if Brücke finds a way off this planet. |             |                       |                                      |                 |
| 8 | «Эпизод 8»  | Мерседес Брайс Морган | Марк Илвердсон & Джастин Майкл Терри | 8 марта 2018    |
| Кэтрин, Бил и Вазиф оказываются невольными свидетелями того, как Изида и Брюкке устраивают смертельную забаву в самом центре племени Носдевли. Пытаясь укрепить свой авторитет, Брюкке перестарался – лишился главного помощника и остался лишь с несколькими союзниками.Оригинальный текст (англ.)Catherine, Beal, and Wasif are unfortunate witnesses as Aset and Brücke bring their deadly game of posturing to the Nosdevli tribe. In an effort to try and assert his authority, Brücke overplays his hand leaving him with few allies left. |             |                       |                                      |                 |
| 9 | «Эпизод 9»  | Мерседес Брайс Морган | Марк Илвердсон & Джастин Майкл Терри | 8 марта 2018    |
| Объединённые общей целью, Кэтрин, её команда и Абидоняне придумали план, чтобы остановить Брюкке. Однако возникает новое осложнение, так как профессор Лэнгфорд пытается создать раскол между Изидой и Нацистами.Оригинальный текст (англ.)United in a common goal, Catherine, her team, and the Abydonians put a plan in place to stop Brücke. But, as Professor Langford attempts to create a divide between Aset and the Nazis, a new complication arises. |             |                       |                                      |                 |
| 10 | «Эпизод 10» | Мерседес Брайс Морган | Марк Илвердсон & Джастин Майкл Терри | 8 марта 2018    |
| Появление новых гостей создаёт опасность для всех на Абидосе, включая Изиду. В результате возникшего хаоса, Кэтрин и Билу необходимо совершить решающее усилие, чтобы вывести всех в безопасное место.Оригинальный текст (англ.)SEASON FINALE: A new presence brings danger to everyone on Abydos, including Aset. As chaos ensues, Catherine and Beal make a last ditch effort to bring everyone to safety. |             |                       |                                      |                 |